# Абагасское железорудное месторождение
Абагасское железорудное месторождение — железорудное месторождение в Аскизском районе Хакасии (Россия), в 196 км к западу от города Абакана.
Расположено в зоне сочленения Минусинской котловины и Кузнецкого Алатау.
Открыто в 1933, разрабатывается с 1953 года.
Руды в основном магнетитовые, высокоглинозёмистые, магнезиальные. Главный рудный минерал — магнетит; второстепенные — мушкетовит, гематит, пирит.
Выделены две рудные зоны: южная (длина свыше 2600 м) и северная (2300 м). По состоянию на 01.01.2022 г. балансовые запасы железных руд — свыше 43 млн т. (на разведанной глубине до 500 м). Разрабатывается открытым способом совместно с железорудным Тёйским месторождением. Добычу ведёт Тёйский филиал компании «Руда Хакасии».
Суммарная среднегодовая добыча 4,4 млн т руды с содержанием Fe 28,4 %. Административный и промышленный центр разработки — посёлок Вершина Тёи.